# 茶是故鄉濃
《茶是故鄉濃》（英語：Plain Love II）是香港電視廣播有限公司拍攝製作的清末民初劇集，全劇共32集，監製劉仕裕，此劇為無綫電視32週年台慶劇。
此劇取景的地方主要包括中國廣西壯族自治區、賀州姑婆山國家森林公園、賀州市沙田鎮，賀街鎮，黃田鎮，蓮塘鎮及鵝塘鎮、廣西昭平縣黃姚鎮、昭平縣將軍峰茶廠、鐘山縣望高鎮及公安鎮等地。當中的拍攝曾獲贺州地区电视台:1656、黃洞瑤族鄉政府、昭平縣黃姚鎮廣西工委的支持。據《K-100》在此劇拍攝期間的介紹，此劇曾暫名作《情濃大地II》，而此劇類型亦與1995年播放的《情濃大地》相同。
此劇於1999年播出時，收視不但壓倒《創世紀》，結局篇的收視比例亦高達91%，林家棟飾演的方有為更獲得「2000年度我最喜愛的電視角色」。由於《茶是故鄉濃》收視理想，翌年開拍姊妹作《酒是故鄉醇》。
此剧“谢虎彪”一角原定由刘兆铭饰演，后因合约问题而辞演。此劇甘草演員鮑方因在廣西拍攝外景時突然中風入院，此劇成為其在TVB服務17年以及退休之前的最後一部作品。

## 首播視評
由《還珠格格》掀起的電視大戰曾一度扭轉亞視劣勢，可惜好景不常，其後收視再跌入谷底，周日亞視的收視居然只得3點。事關對撼者乃無綫《茶是故鄉濃》大結局，有36點收視，觀眾人數達226萬，最高達38點（238萬觀眾）。縱觀《茶是故鄉濃》結局篇的觀眾佔有率達91%，乃歷年之冠。

## 故事大纲
许多年前，「方家茶」为人人赞叹的名茶，可惜创办人被奸人所害，在茶叶中下毒，使自己郁郁而终，最后其全家更远走他乡、销声匿迹。
多年後，「方家茶」後人方有為（林家棟 飾）靠务农为生，与好友鍾汉牛（麥長青 飾）情同手足，其后，二人更与同村的石永春（李家聲 飾）结义为兄弟，三人后来到宋家大茶园做工，感情方面，有為心裡虽然惦念著被逼分離的初戀情人蘇曼喬（楊婉儀飾）；但另一方面，却又和自己曾误会而产生恩怨的山地姑娘盤妹雅（張可頤飾）漸生情愫。但好友漢牛對妹雅癡心一片，所以有為不敢與妹雅發展感情，并千方百計地想尽办法去撮合漢牛與妹雅。然而，漢牛以為自己奪得妹雅的芳心，而向妹雅母亲提親成功，開始歡天喜地地迎接新娘。無奈妹雅突然不甘心嫁給自己不愛的漢牛，打算爭取幸福，決心違抗父母之命。她踢爛轎門拒嫁，並表白自己所愛的是有為。
漢牛受到挫折决转而经营事业，而有为深受茶园入赘姑爷（元华饰）赏识，但漢牛受到永春的煽动及挑拨离间，認為有為不但奪己所愛，更另建茶園與自己爭鋒，決心要在事業上打敗有為。為求達到目的，漢牛不惜入贅宋家茶園做女婿，娶了一直暗戀自己的宋家大小姐宋霜華（蘇玉華飾）為妻。有為與妹雅幾經艱苦，终成眷属，未几，早已嫁为人妻的曼喬卻又出現在眼前。有為面對初戀情人及患難知己，一時陷於兩難的境地，而他與漢牛之间的恩怨也糾纏不清......

## 演員表

### 方家
| 演員   | 角色   | 暱稱／關係 |
| 鮑 方  | 方學軒 | 方有為之祖父 方志德之父 趙淑賢之老爺 |
| 劉 江  | 方德   | 一代茶王 方學軒之子 方有為之父 趙淑賢之夫 已含冤逝世 |
| 白 茵  | 趙淑賢 | 為媽 方有為之母 方志德之妻 方學軒之媳婦 |
| 林家棟 | 方有為 | 鵪鶉仔、阿為、為哥 稻田農夫、宋家茶園雜工、茶活棧學徒、茶活棧炒茶師傅、方家茶園之大當家 方學軒之孫 方志德及趙淑賢之獨子 鍾漢牛之死黨，後反目，最後和好 蘇曼喬之青梅竹馬戀人 正式拜謝虎彪為師父（第6集） 初製成方家茶獲讚賞（第19集），卻遭石永春利用亞蟲用雞母珠草汁陷害而離開宋家茶園（第21集） 半買半取蒙家小茶園（第22集） 成功引馬頭𡶶北面瀑布之水達茶園（第24集） 成立及經營「方家茶園」（第24集） 親口承認喜歡盤妹雅並成為戀人（第24集） 發現甘苦茶能夠治癒瘟疫，救活山地卓瑤全族人（第30集）最后与盘妹雅重遇（第32集） 參見方家茶園 |

### 山地卓瑤族
| 演員   | 角色       | 暱稱／關係 |
| 蔡國慶 | 盤兀二公   | 山地卓瑤族人兼族長 古蓮達及鳳利菲之夫 盤妹伊之父 盤妹雅之養父 |
| 馬菁宜 | 古蓮達     | 山地卓瑤族人 盤兀二公之大太太 盤妹伊之母 |
| 韓馬利 | 鳳利菲     | 盤媽 山地卓瑤族人 盤兀二公之二太太（至第10集） 盤妹雅之養母 擅長自製糍粑 答應讓謝虎彪在方家茶園工作（第24集） |
| 周凱珊 | 盤妹伊     | 山地卓瑤族人 盤兀二公及古蓮達之長女 盤妹雅無血緣之姊 |
| 張可頤 | 盤妹雅     | 山地女、亞盤 山地卓瑤族人 盤兀二公及鳳利菲之養女 盤妹伊無血緣之妹 烏絲美花、宋霜華之好友 茶造後賣籃子、賣布、賣山鷄 被盤兀二公斷絕父女關係（第10集） 暗戀方有為 拒絕隆科巴復合之請求（第10集） 曾跟鍾漢牛有婚約，後悔婚（第15集） 發現自己是宋霜華同父異母之姊妹，其實並非真正姐妹，是盤母領養好友孩子（第19集） 方家茶園之僱員（第24集） 正式跟方有為交往（第24集）因蘇曼喬而離開方有為（第31集）最後與方有為重遇（第32集） |
| 黃德斌 | 隆科巴     | 山地卓瑤族之勇士 盤妹雅之青梅竹馬戀人，後分手 |
| 李海生 | 隆科巴之父 | 山地卓瑤族人 |

### 方家茶園
| 演員   | 角色       | 暱稱／關係 |
| 林家棟 | 方有為     | 方家茶園之大當家 方家茶繼承人 成立及經營「方家茶園」（第24集） 製成及賣出第一造「芳香茶」（第26集） 參見方家 |
| 元 華  | 謝虎彪     | 獲鳳利菲允許在方家茶園工作（第24集） 另見宋家茶園 |
| 張可頤 | 盤妹雅     | 方家茶園之僱員（第24集） 正式跟方有為交往（第24集） 另見山地卓瑤族 |
| 艾 威  | 榮耀宗     | 宗哥、榮總 離開宋家茶園後曾是煙館僱員 加入方家茶園為僱員（第24集） 決定跟榮耀祖斷絕親兄弟關係（第26集） 大義滅親把榮耀祖交給官府（第31集） 另見宋家茶園 |
| 張松枝 | 榮耀祖     | 離開宋家茶園後曾是煙館僱員 加入方家茶園為僱員（第24集） 為金錢暗結石永春，弄破船底，被逐出方家茶園（第25集） 被榮耀宗斷絕親兄弟關係（第26集） 緝私小隊長及煙館幕後老闆（第28集） 後指使石永春、唐蝨、大金等人陷害鍾漢牛及威逼利誘村民種罌粟 以宋顯揚威脅宋鴻英交出茶園話事權（第30-31集） 被捕入牢（第31集） 另見宋家茶園 |
| 華忠男 | 老 胡      | 方家茶園之僱員 蒙扎爾之前僱員 |
| 鄭家生 | 老 忠      | 方家茶園之僱員 蒙扎爾之前僱員 |
| 古明華 | 老 棠      | 方家茶園之僱員 蒙扎爾之前僱員 |
| 陳安瑩 | 烏絲美花   | 採茶員 因被宋霜華解僱而加入方家茶園為僱員（第25集） 另見宋家茶園 |
| 趙淑儀 | 希 馬      | 採茶員 因被宋霜華解僱而加入方家茶園為僱員（第25集） 另見宋家茶園 |
| 伍燕妮 | 亞 桑      | 採茶員 因被宋霜華解僱而加入方家茶園為僱員（第25集） 另見宋家茶園 |
| 施 敏  | 山地女工甲 | 採茶員 因被宋霜華解僱而加入方家茶園為僱員（第25集） 另見宋家茶園 |
| 何綺敏 | 山地女工乙 | 採茶員 因被宋霜華解僱而加入方家茶園為僱員（第25集） 另見宋家茶園 |
| 蘇麗明 | 山地女工丙 | 採茶員 因被宋霜華解僱而加入方家茶園為僱員（第25集） 另見宋家茶園 |

### 鍾家
| 演員   | 角色   | 暱稱／關係 |
|        | 鍾正良 | 良叔，清補涼 鍾漢牛及鍾麗嫦之父 宋霜華之老爺 石永春之外父 鍾天德之「爺爺」（第28集） |
| 麥長青 | 鍾漢牛 | 牛哥，鍾姑爺 大水牛（戲稱） 稻田農夫、宋家茶園雜工、茶活棧學徒、茶活棧炒茶師傅、茶活棧之棧長 鍾正良之長子 鍾麗嫦之兄 方有為、石永春、黐頭芒之死黨，後跟方有為反目，最後和好（第30集） 宋霜華之入贅丈夫（第22集） 宋顯揚之父（第26集） 石永春之大舅 鍾天德之大舅父（第28集） 單戀盤妹雅 曾跟盤妹雅有婚約，後被她悔婚 後一直中了石永春的詭計 誤信自己跟彭紀香有染，被宋家浸豬籠掉入江中（第30集） 重回宋家茶園工作（第32集） |
| 陳彥行 | 鍾麗嫦 | 嫦女 宋家茶園之採茶員 鍾正良之幼女 鍾漢牛之妹 石永春之妻 宋霜華之小姑 鍾天德之母（第28集） |

### 宋家茶園
| 演員   | 角色       | 暱稱／關係 |
| 程可為 | 宋鴻英     | 大當家 謝虎彪之妻 宋霜華之母 為人霸道，喜歡掌控一切包括家人 |
| 蘇玉華 | 宋霜華     | 少當家，大小姐 宋家茶園唯一繼承人 茶香棧之棧長（榮氏兄弟離開後） 宋鴻英及謝虎彪之獨女 發現自己是盤妹雅同父異母之姊妹（第19集） 單戀鍾漢牛，後成為鍾漢牛之妻（第22集） 宋顯揚之母（第26集） 鍾麗嫦之大嫂 |
| 元 華  | 謝虎彪     | 鷓鴣爺 茶活棧之棧長 宋鴻英之入贅丈夫 宋霜華之父 鍾漢牛及方有為之師父 鳳利菲之舊情人 懷疑是盤妹雅之父 成功克服炒上等茶葉之心魔（第18集） 被發現跟鳳利菲兩母女復合，自譔休書離開宋家（第19集） 重回宋家茶園工作（第32集） 另見方家茶園 |
| 艾 威  | 榮耀宗     | 榮總 宋家茶園總管，宋鴻英之得力助手 為人冷淡苛刻，由於少年時期曾因方家茶事件遭人白眼，因此故事前期痛恨方有為，處處針對他；後期被趕出宋家茶園，得到方有為賞識，決定冰釋前嫌，方家茶園為僱員（第24集） 宋鴻英之大表侄 榮耀祖之兄 希望成為宋家姑爺 因詭計識穿被趕出茶園（第15集），右手被石春故意打廢 另見方家茶園                                                                            |
| 張松枝 | 榮耀祖     | 榮少 茶香棧之棧長 加入方家茶園為僱員（第24集） 宋鴻英之二表侄 榮耀宗之弟 為填賭債私換上等茶葉而被撤除茶香棧棧長之職，亞福替他頂罪（第9集） 因詭計識穿被趕出茶園(第15集） 另見方家茶園 |
| 李麗麗 | 石 蕾      | 石師傅 茶清棧之棧長 擅長以花入茶 石永春之姑姐 |
| 林家棟 | 方有為     | 茶園雜工、茶活棧學徒、茶活棧炒茶師傅 參見方家 |
| 麥長青 | 鍾漢牛     | 茶園雜工、茶活棧學徒、茶活棧炒茶師傅、茶活棧之棧長 參見鍾家 |
| 張可頤 | 盤妹雅     | 採茶員 參見山地卓瑤族 |
| 陳彥行 | 鍾麗嫦     | 採茶員 參見鍾家 |
| 李家聲 | 石永春     | 本劇終極大反派 石春 茶園雜工/眾女工之管工/總管 鍾漢牛手下兼死黨 石根之子，石蕾之侄 鍾麗嫦之入贅丈夫 鍾漢牛之妹夫 鍾天德及大寶之父（第28集） 為人自私自利，以權謀私，機心重 多次用計離間鍾漢牛與方有為之兄弟情，最終成功地把方有為趕出宋家茶園 曾跟彭紀香有私情 後聯同榮耀祖陷害鍾漢牛及威逼利誘村民種罌粟 以宋顯揚威脅宋鴻英交出茶園話事權（第30-31集） 被捕入牢（第31集）于（第32集）出牢 |
| 尤 程  | 茉 莉      | 宋家婢女 主要服侍宋霜華 |
| 陳 琪  | 水 仙      | 宋家婢女 |
| 廖麗麗 | 彩 媽      | 宋家傭人 |
| 陳安瑩 | 烏絲美花   | 美花姐 山地人 採茶員 茶造後賣山鷄 盤妹雅之好友 望遠之親母 被宋霜華解僱後加入方家茶園（第25集） |
| 康 華  | 彭紀香     | 採茶員 常欺負烏絲美花 跟石永春有染的女工 懷有石永春之孩子（第28集） 大寶之親母 變得神經質，并离开钟家（第32集） |
| 游 飈  | 亞 貴      | 榮耀祖之傍友 間接燒光七叔、七嬸之屋子 |
| 湯俊明 | 亞 福      | 榮耀祖之傍友 間接燒光七叔、七嬸之屋子 為榮耀祖扛下「私換上等茶葉」罪而被逐出宋家茶園（第9集） |
| 鄧汝超 | 亞 南      | 南哥 眾女工之管工 宋鴻英之親戚 |
| 王維德 | 黐頭芒     | 鍾漢牛手下兼死黨 後來入宋家茶園協助鍾漢牛 因支持鍾漢牛而跟方有為反目 唯一一個沒有跟隨榮耀祖 |
| 李煒棋 | 唐 蝨      | 鍾漢牛同村兄弟 後來入宋家茶園協助鍾漢牛 因支持鍾漢牛而跟方有為反目 被捕入牢（第31集） |
| 梁輝宗 | 大 金      | 鍾漢牛同村兄弟 後來入宋家茶園協助鍾漢牛 因支持鍾漢牛而跟方有為反目 被捕入牢（第31集） |
| 蔣 克  | 亞 蟲      | 茶活棧學徒 被石永春利用把雞母珠草汁塗在「方家茶」包裝紙（第21集） |
| 彭國樑 | 亞 丙      | 茶甘棧學徒 |
| 李啟傑 | 亞 枝      | 學徒 |
| 趙淑儀 | 希 馬      | 山地人 採茶員 被冤偷毛尖茶而企圖自殺（第20集） 被宋霜華解僱後加入方家茶園（第25集） |
| 伍燕妮 | 亞 桑      | 採茶員 被宋霜華解僱後加入方家茶園（第25集） |
| 施 敏  | 山地女工甲 | 採茶員 被宋霜華解僱後加入方家茶園（第25集） |
| 何綺敏 | 山地女工乙 | 採茶員 被宋霜華解僱後加入方家茶園（第25集） |
| 蘇麗明 | 山地女工丙 | 採茶員 被宋霜華解僱後加入方家茶園（第25集） |
| 陳紫媚 | 亞 月      | 茶園女工 |
| 李燕珊 | 亞 明      | 茶園女工 |
| 黃月明 | 茶園女工   | |
| 陳肖明 | 茶園女工   | |
| 勞少娟 | 亞 雲      | 茶清棧學徒 |

### 蘇家
| 演員   | 角色   | 暱稱／關係                                |
| 關 菁  | 蘇菊年 | 磚瓦師傅 郭婉君之夫 蘇曼喬之父            |
| 劉桂芳 | 郭婉君 | 蘇菊年之妻 蘇曼喬之母                     |
| 楊婉儀 | 蘇曼喬 | 蘇菊年及郭婉君之獨女 方有為之青梅竹馬戀人 |

### 其他角色
| 演員       | 角色         | 暱稱／關係 |
| Joe Junior | 蒙扎特       | 蒙師傅，二少爺 茶甘棧之棧長 蒙扎爾之弟 從前在蒙家好吃懶做，愛喝酒，沒責任心；多年前已離開蒙家小茶園 把蒙家小茶園半賣半讓給方有為（第22集） |
| 陳勉良     | 石 根        | 石永春之父 石蕾之兄 吸毒者 |
| 譚一清     | 村 長        | |
| 陳中堅     | 七 叔        | |
| 黎秀英     | 七 嬸        | |
| 嚴文軒     | 大 寶        | |
| 嚴文軒     | 村 民        | |
| 劉志清     | 壯 丁        | |
| 劉志清     | 村 民        | |
| 劉志清     | 榮耀祖手下   | （第31集） |
| 劉深宜     | 壯 丁        | |
| 黃仲匡     | 亞 滿        | |
| 曾健明     | 亞 吉        | |
| 焦 雄      | 大哥雷       | 荐人館老闆 |
| 方 傑      | 蒙扎爾       | 蒙扎特之兄 老胡、老忠及老棠之前僱主 多年來嘗試重建蒙家小茶園失敗，後病逝（第22集）                                                         |
|            | 蒙扎爾之獨子 | 把蒙家小茶園交給蒙扎特 往南洋開橡膠園（第22集）                                                                                            |
| 郭德信     | 神農廟主持   | |
| 孫季卿     | 藥材舖趙老闆 | |
| 孫季卿     | 大 夫        | |
| 鄧建邦     | 藥材舖小二   | |
| 呂劍光     | 藥材舖老闆   | |
| 呂劍光     | 俅 叔        | 介紹地保吉叔給謝虎彪（第26集） |
| 招石文     | 陳老闆       | 宋家茶園之客戶 |
| 凌 漢      | 丁老闆       | 宋家茶園之客戶 |
| 張英才     | 朱老闆       | 宋家茶園及方家茶園之客戶 向方家茶園買下第一造「芳香茶」（第26集）                                                                          |
| 魏惠文     | 亞 龍        | 朱少爺 朱老闆之子 曾輕薄盤妹雅（第24集）                                                                                                   |
| 虞天偉     | 柴舖老闆     | |
| 李岡龍     | 煙館老闆     | 曾聘用榮耀宗及榮耀祖（第23集） |
| 麥子雲     | 何老闆       | 奚落榮耀宗之煙館客人（第23集） |
| 鄧建邦     | 夥 計        | |
| 黃文標     | 惡 霸        | 曾陷害方德 |
| 戴少民     | 評茶大會主持 | |
| 曹 濟      | 裁 縫        | |
| 薛崇基     | 炒茶師傅     | |
| 林 峯      | 泡茶員       | （第32集） |
| 林偉雄     | 泡茶員       | （第32集） |
| 嚴 俊      | 泡茶員       | （第32集） |
| 官仲銘     | 陳老闆       | |
| 官仲銘     | 家 丁        | |
| 官仲銘     | 泡茶員       | （第32集） |
| 梁建平     | 亞 昌        | 望遠之父 烏絲美花之初戀情人 往南洋開橡膠園                                                                                                 |
| 甘子正     | 張永清       | 福康鎮壽益茶庄之三公子（第11集） 被榮耀宗收買（第12集）                                                                                    |
| 羅國維     | 張老爺       | 福康鎮壽益茶庄之老闆 張永清之父 反對三兒子入贅宋家（第11集）                                                                               |
| 黃振威     | 村民甲       | |
| 黃仲匡     | 村民乙       | |
| 馮瑞珍     | 村 婦        | |
| 馮瑞珍     | 媒人婆       | |
| 馮瑞珍     | 大 嬸        | |
| 馮瑞珍     | 大妗姐       | |
| 林遠迎     | 亞 星        | |
| 林遠迎     | 泡茶員       | （第32集） |
| 譚權輝     | 村 民        | |
| 李志華     | 村 民        | |
| 賀文傑     | 村 民        | |
| 黃天鐸     | 地保吉叔     | 高利貸 |
| 蒲茗藍     | 家丁甲       | |
| 汪特華     | 家丁乙       | |
| 梁達棋     | 家 丁        | |
| 歐陽國璋   | 家 丁        | |
| 戴達明     | 家 丁        | |
| 鍾建文     | 家 丁        | |
| 杜大偉     | 家 丁        | |
| 杜大偉     | 榮耀祖手下   | |
| 張漢斌     | 工 人        | |
| 何君龍     | 工 人        | |
| 楊證樺     | 茶館小二     | |
| 邵卓堯     | 緝私大隊長   | 榮耀祖巴結的對象（第26集） |
| 王偉樑     | 郭少爺       | 想賣出郭家茶園之田地（第26集） |
| 陳曼娜     | 亞 麗        | 蘇曼喬之姨媽（第26集） |
| 黃煒林     | 榮耀祖手下   | |
| 呂幹文     | 榮耀祖手下   | |
| 何偉業     | 禁毒專員     | （第31集） |
| 何偉業     | 泡茶員       | （第32集） |

## 軼事
- 此劇為無綫電視前男藝員鮑方翌年於廣西省市外景拍攝期間因中風昏迷入院之三個月后，而他在同年退休離開無綫電視前服務了17年的告別作。

## 電視節目的變遷

### 首播
| 香港 無綫電視翡翠台第一線劇集 星期一至五19:30-20:30 | 香港 無綫電視翡翠台第一線劇集 星期一至五19:30-20:30 | 香港 無綫電視翡翠台第一線劇集 星期一至五19:30-20:30 |
| --------------------------------------------------- | --------------------------------------------------- | --------------------------------------------------- |
|                                                     | 茶是故鄉濃 （1999.11.01 - 1999.12.12）              |                                                     |
| 命轉情真 （1999.10.04 - 1999.10.29）                | 衝上人間 （1999.12.13 - 1999.12.31）                |                                                     |

### 重播
| 香港 無綫電視翡翠台下午劇集時段 星期一至五 14:05-15:05 | 香港 無綫電視翡翠台下午劇集時段 星期一至五 14:05-15:05 | 香港 無綫電視翡翠台下午劇集時段 星期一至五 14:05-15:05 |
| ------------------------------------------------------ | ------------------------------------------------------ | ------------------------------------------------------ |
|                                                        | 茶是故鄉濃 （2001.06.08 - 2001.07.23）                 |                                                        |
| 新紮師兄續集 （2001.04.13 - 2001.06.07）               | 廟街·媽·兄弟 （2001.07.24 - 2001.08.22）               |                                                        |

| 香港 無綫電視翡翠台黃昏劇集時段 星期一至五 17:55-18:30 | 香港 無綫電視翡翠台黃昏劇集時段 星期一至五 17:55-18:30 | 香港 無綫電視翡翠台黃昏劇集時段 星期一至五 17:55-18:30 |
| ------------------------------------------------------ | ------------------------------------------------------ | ------------------------------------------------------ |
|                                                        | 茶是故鄉濃 （2006.03.07 - 2006.05.31）                 |                                                        |
| 外父唔怕做 （2006.01.10 - 2006.03.06）                 | 人龍傳說 （2006.06.01 - 2006.07.26）                   |                                                        |

| 香港 無綫電視翡翠台黃昏劇集時段 星期一至五 17:55-18:30 · 10月5日起星期一至六 17:55-18:30 | 香港 無綫電視翡翠台黃昏劇集時段 星期一至五 17:55-18:30 · 10月5日起星期一至六 17:55-18:30 | 香港 無綫電視翡翠台黃昏劇集時段 星期一至五 17:55-18:30 · 10月5日起星期一至六 17:55-18:30 |
| ---------------------------------------------------------------------------------------- | ---------------------------------------------------------------------------------------- | ---------------------------------------------------------------------------------------- |
|                                                                                          | 茶是故鄉濃 （2015.09.24 - 2015.12.09）                                                   |                                                                                          |
| 封神榜 （2015.06.03 - 2015.09.23）                                                       | 秀才遇著兵 （2015.12.10 - 2016.01.23）                                                   |                                                                                          |

| 香港無綫電視翡翠台 星期一至五 23:55 - 00:55 | 香港無綫電視翡翠台 星期一至五 23:55 - 00:55 | 香港無綫電視翡翠台 星期一至五 23:55 - 00:55 |
| ------------------------------------------- | ------------------------------------------- | ------------------------------------------- |
|                                             | 茶是故鄉濃 （2025.07.07 - 2025.08.19）      |                                             |
| 老表，你好嘢！ （2025.06.09 - 2025.07.04）  | 公公出宮 （2025.08.20 - 2025.10.07）        |                                             |